# Topolovets (vattendrag)
Topolovets (bulgariska: Тополовец) är ett vattendrag i Bulgarien.   Det ligger i regionen Vidin, i den nordvästra delen av landet, 140 km norr om huvudstaden Sofia.
Trakten runt Topolovets består till största delen av jordbruksmark. Runt Topolovets är det ganska tätbefolkat, med 104 invånare per kvadratkilometer.